# ناجحة (اسم)
ناجحة هو اسم علم مؤنث من أصل عربي، ومعناه هو على وزن اسم الفاعل من الفعل نجد، الغالبة المعينة الواضحة الشجاعة.

## شخصيات تحمل الاسم
- ناجحة عبد الأمير عبد الكريم

## وصلات خارجية
- موسوعة السلطان قابوس لأسماء العرب